# Hans Henric von Essen
Il conte Hans Henrik von Essen (Tidaholm, 26 settembre 1755 – 28 giugno 1824) è stato un generale, politico e cortigiano svedese.

## Biografia
Hans Henrik von Essen nacque nel castello di Kavlås nel comune di Tidaholm, contea di Västra Götaland, in Svezia. Fu istruito presso l'università di Uppsala. Entrò nell'esercito diventando cornetta all'età di 18 anni. Accompagnò Gustavo III nei suoi viaggi e nelle campagne militari. Nel 1792 lo seguì nel ballo mascherato nella Royal Opera House di Stoccolma il 16 marzo. Durante questa festa spararono al re ferendolo mortalmente. Si dice che fu Hans Henrik von Essen ad ordinare subito di chiudere le porte, in modo da bloccare l'assassino.
Nel 1788 Hans Henric von Essen fu al centro di uno scandalo della corte reale. Aveva da circa dieci anni una relazione con una famosa dama di compagnia, Augusta von Fersen. Nel 1788 si propose con successo a Charlotta Eleonora De Geer (1771-1798). La sua dichiarazione fu accolta con freddezza dalla corte reale a causa del suo legame con Augusta von Fersen, e fu sfidato a duello dal capitano Adolf Ribbing. Anche Ribbing si era proposto alla De Geer, ma fu respinto dal padre di lei. Ribbing credeva che la dichiarazione di Essen fosse motivata dalla ricchezza della dama. Il duello si svolse nelle stalle reali alla presenza di numerosi ufficiali, e von Essen fu sconfitto e leggermente ferito. Il duello fu considerato uno scandalo ed un crimine nei confronti del re.
Hans Henrik von Essen fu nominato colonnello nel 1787, maggiore generale nel 1795 e maresciallo di campo nel 1811. Divenne governatore di Stoccolma tra il 1795 ed il 1797, e governatore generale della Pomerania tra il 1800 ed il 1809. Prima della rivoluzione del 1809 ricevette il titolo di conte, ed un posto nel Consiglio di Stato. Nel 1810 fu inviato come ambasciatore a Parigi da Carlo XIII, ed i suoi negoziati con i ministri di Napoleone Bonaparte permisero il ritorno della Pomerania sotto la Svezia.
Nel 1814 Hans Henrik von Essen comandò le forze militari svedesi al confine con la Norvegia. Grazie al trattato di Kiel, il re di Danimarca cedette la Norvegia al re di Svezia, grazie all'alleanza della Danimarca-Norvegia con la Francia nell'ultima fase delle guerre napoleoniche. Questo trattato non fu ratificato dai norvegesi. La guerra svedese-norvegese fu combattuta nell'estate del 1814. Dopo la firma della convenzione di Moss nacque la Svezia-Norvegia. Hans Henrik von Essen fu governatore generale di Norvegia finché non fu sostituito dal conte Carl Carlsson Mörner nel 1816.